# Skaget
Skaget är ett berg i Øystre Slidre kommun i Oppland, Norge. Berget ligger i Langsua nationalpark. Det har en höjd på 1 685 meter över havet.